# Mean Machine (álbum de Lucifer's Friend)
Mean Machine es el octavo álbum de estudio publicado por Lucifer's Friend, lanzado en 1981 y el último con su formación clásica (Lawton / Hesslein / Horns / Hecht / Bornhold) después de la partida de Mike Starrs y el regreso de John Lawton.
En este disco la banda regresa por completo a sus raíces perdidas en el heavy metal, adicionando a su estilo el dinamismo que se desarrolló durante la explosión del NWOBHM a principios de los años 80, reemplazando el órgano Hammond por teclados eléctricos más modernos a diferencia de su álbum original. Después de su lanzamiento los miembros de la banda decidieron tomar caminos por separado, por lo que el grupo optó por disolverse oficialmente en 1982.

## Listado de canciones

### Lado A
| N.º   | Título                         | Escritor(es)     | Duración |  |
| 1.    | «One Way Street To Heartbreak» | Lucifer's Friend | 4:35     |  |
| 2.    | «Hey Driver»                   | Lucifer's Friend | 4:11     |  |
| 3.    | «Fire And Rain»                | Lucifer's Friend | 4:40     |  |
| 4.    | «Mean Machine»                 | Lucifer's Friend | 1:08     |  |
| 5.    | «Cool Hand Killer»             | Lucifer's Friend | 4:58     |  |
| 19:32 |                                |                  |          |  |

### Lado B
| N.º   | Título                | Escritor(es)     | Duración |  |
| 6.    | «Action»              | Lucifer's Friend | 4:00     |  |
| 7.    | «Born To The City»    | Lucifer's Friend | 4:12     |  |
| 8.    | «One Night Sensation» | Lucifer's Friend | 4:44     |  |
| 9.    | «Let Me Slow Down»    | Lucifer's Friend | 3:37     |  |
| 10.   | «Bye Bye Sadie»       | Lucifer's Friend | 3:18     |  |
| 19:51 |                       |                  |          |  |

## Personal
- John Lawton - Voz
- Peter Hesslein - Guitarra eléctrica, coros
- Dieter Horns - Bajo eléctrico
- Peter Hecht - Teclados
- Herbert Bornhold - Batería

## Otros créditos
Arte y diseño
- Peter Maltz - Diseño de portada

- Datos: Q17622097